# Leif Sundin
Leif Sundin, född 22 mars 1971 i Stockholm, är en svensk rocksångare, gitarrist och låtskrivare som spelat med bland annat John Norum, Great King Rat, Michael Schenker Group och Brian Robertson. 
Sundin har också släppt ett självbetitlat soloalbum 2015 med bland annat Grammybelönade producenten Stacy Parrish.

## Låtlista
| Nr  | Titel                  | Låtskrivare | Sångare     | Längd |
| --- | ---------------------- | ----------- | ----------- | ----- |
| 1.  | "Wrongs To Right"      | Leif Sundin | Leif Sundin | 3:31  |
| 2.  | "Steal Your Love"      | Leif Sundin | Leif Sundin | 2:46  |
| 3.  | "That Train Just Left" | Leif Sundin | Leif Sundin | 3:18  |
| 4.  | "Wash Away Yesterday"  | Leif Sundin | Leif Sundin | 4:11  |
| 5.  | "Rainy Day Song"       | Leif Sundin | Leif Sundin | 3:47  |
| 6.  | "Someday Somewhere"    | Leif Sundin | Leif Sundin | 4:38  |
| 7.  | "Broken Old Record"    | Leif Sundin | Leif Sundin | 4:49  |
| 8.  | "Under The Broken Sky" | Leif Sundin | Leif Sundin | 4:15  |
| 9.  | "Out Of My Head"       | Leif Sundin | Leif Sundin | 3:38  |
| 10. | "Follow The Lights"    | Leif Sundin | Leif Sundin | 3:44  |